# Walter Donald Douglas
Walter Donald Douglas (21 de abril de 1861 – 15 de abril de 1912) foi um empresário americano que viajou de primeira classe a bordo do RMS Titanic com sua esposa, Mahala, e sua empregada, Berthe Leroy, na cabine C-86.

## Início da vida e negócios
Douglas nasceu em Waterloo, Iowa, filho de George Douglas e Margaret Boyd Douglas. Seus pais haviam imigrado para os Estados Unidos; George Douglas era escocês e Margaret Boyd era irlandesa. George Douglas foi um dos co-fundadores da Quaker Oats.
Depois de frequentar o ensino médio, Douglas frequentou a Shattuck-Saint Mary's em Faribault. Ele se casou com Lulu Camp em 19 de maio de 1884, com quem teve dois filhos, Edward Bruce e George Camp. Lulu morreu em dezembro de 1899, e oito anos depois, em 6 de novembro de 1907, Douglas casou-se com Mahala Dutton.
Douglas e seu irmão George fundaram o Douglas Starchworks, na época a maior fábrica de amido a oeste de Mississippi. O Starchworks tornou-se mais tarde Penick and Ford e posteriormente Penford Food Ingredients, uma divisão da Penford Corporation. Ele também teve interesses no negócio de óleo de linhaça em Minneapolis, fabricando sob o nome da Midland Linseed Oil Company, que foi vendida em 1899 para a American Linseed Oil Company, que por sua vez se expandiu para Archer Daniels Midland. Em 1899, depois de vender seu negócio de linho, Douglas tornou-se um parceiro da Piper, Johnson & Case, uma empresa de grãos, onde permaneceu até se aposentar em 1912.
Douglas foi associado a várias empresas, incluindo a Canadian Elevator Company, a Monarch Lumber Company e Saskatchewan Valley Land Company, entre outras. Ele também era acionista, membro do conselho executivo e um dos diretores da Empire Elevator Company, e era membro da diretoria executiva da Quaker Oats Company. Ele também foi um dos diretores da First National Bank of Minneapolis.

## RMSTitanic
Douglas, que se aposentou em 1 de janeiro de 1912, era conhecido como "Capitão da Indústria", tendo acumulado uma fortuna de mais de US$ 4 milhões. Ele e sua esposa passaram três meses na Europa procurando mobiliário para sua nova casa perto do Lago Minnetonka, antes de reservar uma passagem de volta para os Estados Unidos a bordo do RMS Titanic. Douglas pereceu no desastre e seu corpo foi recuperado pelo CS Mackay-Bennett, que o trouxe de volta ao Cedar Rapids para ser enterrado no mausoléu da família Douglas no cemitério Oak Hill. Sua esposa sobreviveu ao naufrágio junto com sua empregada doméstica. Mahala Douglas foi a primeira sobrevivente a embarcar no RMS Carpathia no início da manhã de 15 de abril. Após sua morte em 1945, ela foi enterrada ao lado dele.